# Dejuțiu
Dejuțiu (węg. Décsfalva) – wieś w Rumunii, w okręgu Harghita, w gminie Mugeni. W 2011 roku liczyła 210 mieszkańców.